# Senecio incrassatus
Senecio incrassatus là một loài thực vật có hoa trong họ Cúc. Loài này được Lowe miêu tả khoa học đầu tiên năm 1838.